# Lycodon rosozonatus
Lycodon rosozonatum är en ormart som beskrevs av Hu och Zhao 1972. Lycodon rosozonatum ingår i släktet Lycodon och familjen snokar. Inga underarter finns listade i Catalogue of Life.
Arten har två från varandra skilda populationer. En på Hainan (Kina) och en i centrala Vietnam. Lycodon rosozonatus vistas i kulliga områden och i bergstrakter mellan 200 och 1000 meter över havet. Arten lever i skogar eller vid skogarnas kanter. Den är nattaktiv och har groddjur samt andra kräldjur som föda. Honor lägger ägg.
Intensivt skogsbruk, svedjebruk och skogarnas omvandling till odlingsmark eller till samhällen hotar beståndet. Populationens och utbredningsområdets exakta storlek är inte känd. IUCN kategoriserar arten globalt som otillräckligt studerad.